# Micranthemum rotundatum
Micranthemum rotundatum är en tvåhjärtbladig växtart som beskrevs av August Heinrich Rudolf Grisebach. Micranthemum rotundatum ingår i släktet Micranthemum och familjen Linderniaceae. Inga underarter finns listade i Catalogue of Life.